# Concòts
Concòts (en francès Concots) és un municipi francès situat al departament de l'Òlt i a la regió d'Occitània. Està situat al Carcí, entre Vilafranca de Roergue i Caors.

## Demografia
| 1962                                       | 1968 | 1975 | 1982 | 1990 | 1999 | 2007 |
| ------------------------------------------ | ---- | ---- | ---- | ---- | ---- | ---- |
| 318                                        | 324  | 343  | 360  | 331  | 372  | 391  |
| Des de 1962: població sense dobles comptes |      |      |      |      |      |      |

## Administració
| Període | Identitat   | Partit |
| ------- | ----------- | ------ |
| 2001-   | Gérard Bach |        |